# Neochodaeus frontalis
Neochodaeus frontalis är en skalbaggsart som beskrevs av Leconte 1863. Neochodaeus frontalis ingår i släktet Neochodaeus och familjen Ochodaeidae. Inga underarter finns listade i Catalogue of Life.